# HMCS Windflower (1940)
HMCS Windflower (англ. Его Величества Канадский Корабль «Уиндфлауэр», англ. Ветреница дубравная) — корвет типа «Флауэр», служивший в КВМС Великобритании и Канады в годы Второй мировой войны.

## Краткая история
Заказан 22 января 1940 года в рамках программы строительства корветов «Флауэр». Заложен в доках завода Джорджа Дэви в Лозоне (провинция Квебек, Канада) 24 февраля 1940, спущен на воду 8 августа 1940. 20 октября 1940 зачислен в КВМС Великобритании: после стоянки в Тобермори переведён в 4-ю эскортную группу КВМС Великобритании, сопровождал конвои, курсировавшие между Великобританией и Исландией.
15 мая 1941 был принят официально во флот Канады после завершения сопровождения конвоя OB-332: в тот день всего было переведено 10 корветов в канадский флот. Совершил три выхода из Сент-Джонса в Исландию, с августа по середину октября 1941 года находился в Ливерпуле на техническом обслуживании. От других кораблей отличался отсутствием оборудования для траления морских мин.
7 декабря 1941 во время сопровождения конвоя SC.58 столкнулся с  голландским торговым судном «Ципенберг» в районе Большой Ньюфаундлендской банки: погибли 23 человека (причиной катастрофы стала плохая видимость; на тот момент корвет не был оснащён радиолокатором). Координаты места столкновения: 46° 19N, 49° 30W.